# Desaparición de Emanuela Orlandi
Emanuela Orlandi (Roma, 14 de enero de 1968) es una ciudadana vaticana que desapareció a los 15 años en la ciudad de Roma, el 22 de junio de 1983, en lo que luego fue considerado como un secuestro cuyo motivo nunca tuvo una resolución judicial. Al tratarse de la hija de Ercole Orlandi, quien trabajaba en la Ciudad del Vaticano como funcionario de la Prefectura de la Casa pontificia, el hecho tuvo una gran repercusión en Italia y en el mundo entero, sobre todo después de las intervenciones públicas del papa Juan Pablo II a favor de Emanuela.
El caso fue objeto de dos investigaciones judiciales, la primera entre 1983 y 1997, la segunda entre 2008 y 2015, ambas cerradas sin encontrar una solución. El caso fue reabierto en 2023 tanto por los magistrados vaticanos, como por la Fiscalía de Roma y por una comisión parlamentaria bicameral, siendo así objeto de tres investigaciones simultáneamente.
La familia Orlandi está convencida de que el Vaticano conoce el destino de Emanuela pero se niega a revelarlo para no crear un escándalo que perjudique a la Santa Sede. La familia, especialmente su hermano Pietro, pidió en repetidas ocasiones información sobre el caso, pero el Vaticano siempre guardó silencio. En el transcurso de cuarenta años, muchos rumores dentro de la Santa Sede y muchas pistas han sugerido que alguien dentro del Vaticano puede saber la verdad.

## La desaparición

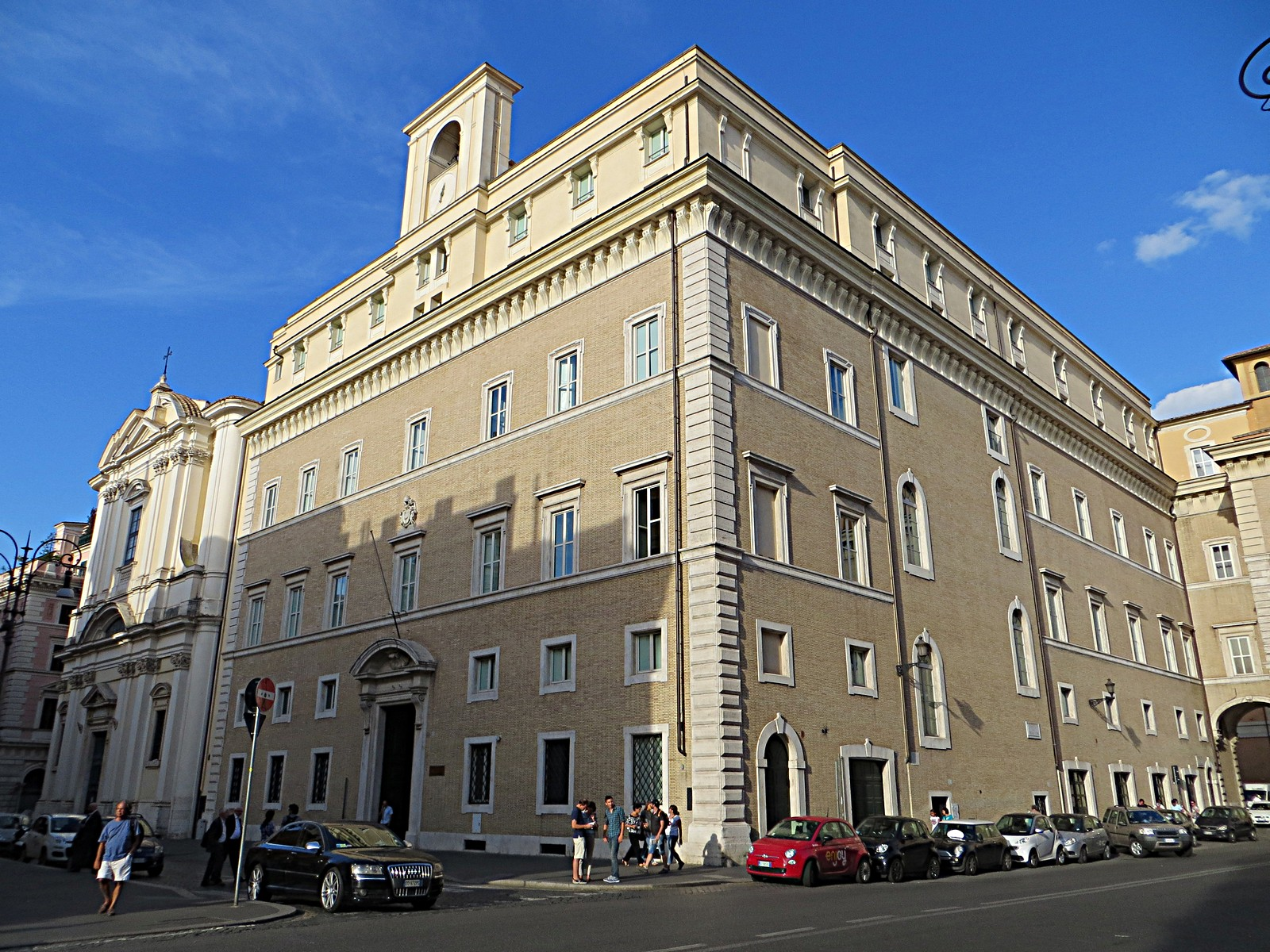
El palacio de Sant'Apollinare con la basílica anexa en Roma. Aquí se encontraba la escuela de música a la que asistía Orlandi antes de su desaparición.

Emanuela Orlandi, hija de un empleado del Palacio Apostólico (Ercole Orlandi), vivía con su familia (que también integraban su madre Maria Pezzano, y sus hermanos Natalina, Pietro, Federica y Cristina) en una casa dentro de los límites de Ciudad del Vaticano. El miércoles 22 de junio de 1983 salió de su casa cerca de las 16:30 como cada miércoles y viernes, cuando asistía a sus clases de flauta, piano, canto coral y solfeo en el Instituto Tommaso Ludovico da Victoria, en la plaza Sant’Apollinare, ubicada en el rione Ponte, muy cerca de Plaza Navona.
Al terminar la clase se comunicó telefónicamente con su casa, para hablar con una de sus hermanas, Federica, sobre una oferta que acababa de recibir para hacer folletos para un vendedor de cosméticos Avon. Emanuela dijo que este hombre le había prometido 375.000 liras por solo dos horas y que volvería a ver a este hombre al final de la lección para decirle si aceptaba la oferta o no. Federica, considerando la cifra exagerada y por tanto improbable, le dijo que no aceptara y que volviera a casa.
Emanuela salió de la escuela junto a sus compañeras Raffaella Monzi y Maria Grazia Casini. Raffaella contaría después que Emanuela le contó sobre la oferta de trabajo de Avon y le había preguntado: «¿Espero o me voy a casa?». A las 19:20 se despidieron. Raffaella y Maria Grazia subieron al autobús, y Emanuela se quedó sola en Corso del Rinascimento frente al Palazzo Madama.
Su hermana Cristina la esperaba para acompañarla a una cita y, a las 19:30, decidió ir a buscarla, pero no la encontró. Regresó a su casa en torno a las 20:30, creyendo que se habían desencontrado y que su hermana ya habría llegado, pero Emanuela tampoco estaba allí, lo que preocupó a la familia. Tras una búsqueda por la ciudad, Ercole Orlandi se presentó en la comisaría de Trevi para denunciar la desaparición de su hija, pero los oficiales la desestimaron porque había pasado poco tiempo, además de argumentar que se trataba de una ciudadana vaticana y no italiana.

## La investigación

### Las primeras investigaciones y la pista del terrorismo internacional
Ercole Orlandi y su hija Natalina presentaron a la mañana siguiente (jueves 23 de junio) la denuncia por desaparición en el Ispettorato Generale di Pubblica Sicurezza del Vaticano, donde indicaron que el guardia de tránsito Alfredo Sambuco y el agente de policía Bruno Bosco habían visto el día anterior, en Corso del Rinascimento, a una muchacha con un hombre que llevaba «una bolsa publicitaria de Avon», y que estaban junto a un vehículo BMW verde antiguo. Ambos ratificaron posteriormente sus declaraciones.
Tras publicar en el periódico Il Tempo un artículo con el número de teléfono de la familia Orlandi, recibieron gran cantidad de llamadas que no aportaron nada a la investigación, lo cual seguiría ocurriendo hasta años posteriores. Recién un mes después, el 22 de julio, dejaron las comunicaciones telefónicas en manos del abogado Gennaro Egidio quien, según dijo Ercole Orlandi, les fue recomendado por la S.I.S.De. (Servizio per le Informazioni e la Sicurezza Democratica), servicio secreto italiano que colaboraba con la investigación.
El sábado 25 de junio llegó a casa Orlandi la llamada telefónica de un chico que decía tener dieciséis años y llamarse "Pierluigi". "Pierluigi" dijo que él y su novia habían visto a una chica que se parecía a Emanuela en Campo de' Fiori mientras vendía productos Avon. Según Pierluigi, esta niña decía llamarse "Bárbara" y tenía una flauta, pero no quería tocarla delante de todos ya que tendría que usar gafas para leer la partitura. De particular interés fue el hecho de que la oferta de trabajo de Avon aún no se había hecho pública. Todos estos elementos correspondían a Emanuela, salvo el nombre "Bárbara", que podría haber sido falso. Pierluigi llamó dos veces más para dar más información sobre él y la chica que había visto. A partir de ese momento, la policía aconsejó a los Orlandi que grabaran las llamadas telefónicas.
El 27 de junio, un hombre que se hacía llamar "Mario" llamó por teléfono a la familia y afirmó ser propietario de un bar cerca de Ponte Vittorio, entre el Vaticano y la escuela de música. Relató que conocía a un niño y otras dos niñas que en esos días vendían productos Avon. Una de ellas era una joven de Venecia llamada "Bárbara", que le había confesado que se había fugado pero le dijo que volvería a casa para la boda de su hermana. Este elemento podría encajar con Emanuela, ya que Natalina Orlandi, la hermana mayor de Emanuela, se iba a casar en septiembre. Cuando el tío de Orlandi le preguntó a "Mario" la altura de la niña que veía, preguntándole si medía unos 150 o 160 cm, se escuchó de fondo una segunda voz masculina que decía "No, más".
De las muchas llamadas que los Orlandi recibieron, las de "Pierluigi" y "Mario" se consideraron fiables. Aunque ninguno había mencionado explícitamente a Emanuela, sino que la había llamado "Bárbara", ambos estaban claramente hablando de ella. A lo largo de los años se ha planteado la hipótesis de que estas dos llamadas fueron un desvío inicial para permitir que los verdaderos responsables ganaran tiempo.
El domingo 3 de julio, el papa Juan Pablo II haría la primera de muchas menciones públicas a la chica desaparecida. En el Ángelus sugirió la posibilidad de un secuestro al señalar que no perdía «la esperanza en el sentido de humanidad de los responsables de este caso». Juan Pablo II se encontraría dos veces con la familia Orlandi: los recibió el 7 de julio y los visitó el 24 de diciembre, cuando le dijo a la familia que «el de Emanuela es un caso de terrorismo internacional», según refirió Pietro Orlandi.
El 5 de julio se registró una llamada anónima en el Vaticano de un hombre con acento inglés (al que los investigadores llamaron «El Americano»), quien mencionó a Pierluigi y a Mario como integrantes de su organización y por primera vez se conoció una demanda concreta: «El Papa Wojtyla debe intervenir para lograr la liberación de Ali Ağca antes del 20 de julio». Ağca era un ciudadano turco que estaba encarcelado por intentar asesinar a Juan Pablo II el 13 de mayo de 1981. Unas horas más tarde, el "El Americano" también llamó a casa de Orlandi y puso una grabación de audio con la voz de una niña repitiendo seis veces una frase fuera de contexto. Nunca se ha establecido si en realidad era la voz de Emanuela, aunque los familiares dicen estar seguros de que es ella. La llamada telefónica fue grabada.
El propio Alí Ağca había dicho el 8 de julio que se negaba a ser intercambiado por Emanuela y meses más tarde hizo acusaciones contra los supuestos captores aunque con contradicciones: el 30 de enero de 1985, Ağca escribió una carta abierta pidiendo a los «secuestradores desconocidos» que «liberen a Emanuela Orlandi sin condiciones previas», el 13 de junio de ese mismo año, declaró en una audiencia por el ataque al Papa que Emanuela Orlandi era rehén de la logia masónica Propaganda Due, y el 1 de julio culpó a la organización turca Lobos grises.
Cuando se cumplió la supuesta fecha límite del 20 de julio, distintas comunicaciones de días posteriores ratificaron el pedido por la liberación del atacante del papa, pero no hubo novedades sobre Emanuela Orlandi ni se conocieron tratativas oficiales para liberar a Ağca en un intercambio. En diciembre, el abogado Egidio escribió a la Secretaría de Estado del Vaticano considerando que «hay probabilidad de que Emanuela Orlandi esté viva».
Tanto el Vaticano como investigadores, el abogado Egidio, periódicos y la agencia de noticias ANSA recibieron a lo largo de los meses comunicaciones anónimas, de El Americano (habría hecho en total 16 llamadas telefónicas) y de personas que habrían estado relacionadas con él y con otros grupos terroristas, así como notas, supuestas pruebas (la fotocopia del carnet de Emanuela de la escuela de música, por ejemplo) y dos grabaciones en las que presuntamente se escuchaba a Emanuela, una de ellas con siete minutos de gritos, gemidos y llantos de una joven durante una eventual sesión de tortura.
El 4 de agosto de 1983 los presuntos secuestradores de Emanuela Orlandi declararon que también tenían como rehén a Mirella Gregori, otra joven quinceañera que desapareció también en la ciudad de Roma 45 días antes la desaparición de Emanuela en similares condiciones que Orlandi. El caso también ha quedado irresoluto y envuelto en el mayor misterio. A partir de este momento, el caso Orlandi y el caso Gregori estuvieron vinculados tanto en las investigaciones como en la opinión pública.
A pesar de todos los reclamos y declaraciones, los secuestradores nunca pudieron aportar pruebas reales de que realmente tuvieran a Orlandi y Gregori en sus manos.
En la sentencia de sobreseimiento de la primera investigación sobre el caso Orlandi del 19 de diciembre de 1997, la jueza Adele Rando escribió expresamente que la pista del terrorismo internacional era un hábil trabajo de disimulo destinado a desviar las investigaciones y que no había elementos para creer que el caso Orlandi y el caso de Mirella Gregori estuvieran relacionados, concluyendo que la combinación de los dos casos fue parte del desvío de las investigaciones.

### Hipótesis del papel del crimen organizado
El descubrimiento de la tumba de Enrico De Pedis
El 11 de julio de 2005, una llamada anónima al programa televisivo italiano Chi l'ha visto (versión italiana de Quien sabe dónde) dijo que para resolver el caso Orlandi, era necesario buscar quién estaba enterrado en la cripta de la Basílica de Sant'Apollinare, en Roma, a metros de donde desapareció Emanuela Orlandi. Se descubrió que la cripta contenía la tumba del líder de la organización mafiosa Banda della Magliana, Enrico de Pedis, alias Renatino.
La llamada anónima de 2005 también sugirió que investigaran «el favor que De Pedis le hizo al Cardenal Poletti», dando a entender que ese era el motivo de su entierro en la basílica y el motivo de la desaparición de Orlandi. En 2012, el Ministerio del Interior italiano confirmó que Poletti, quien en el momento del entierro de De Pedis se desempeñaba como presidente de la Conferencia Episcopal Italiana y cardenal vicario de la diócesis de Roma, efectivamente había dado su aprobación. Posteriormente, la policía italiana abrió la tumba y tomó muestras de ADN. Si bien no se encontraron pistas en la tumba que vinculen a De Pedis con Orlandi, la controversia generó especulaciones de que Banda della Magliana estuvo involucrada en la desaparición de la joven.
El testimonio de Sabrina Minardi

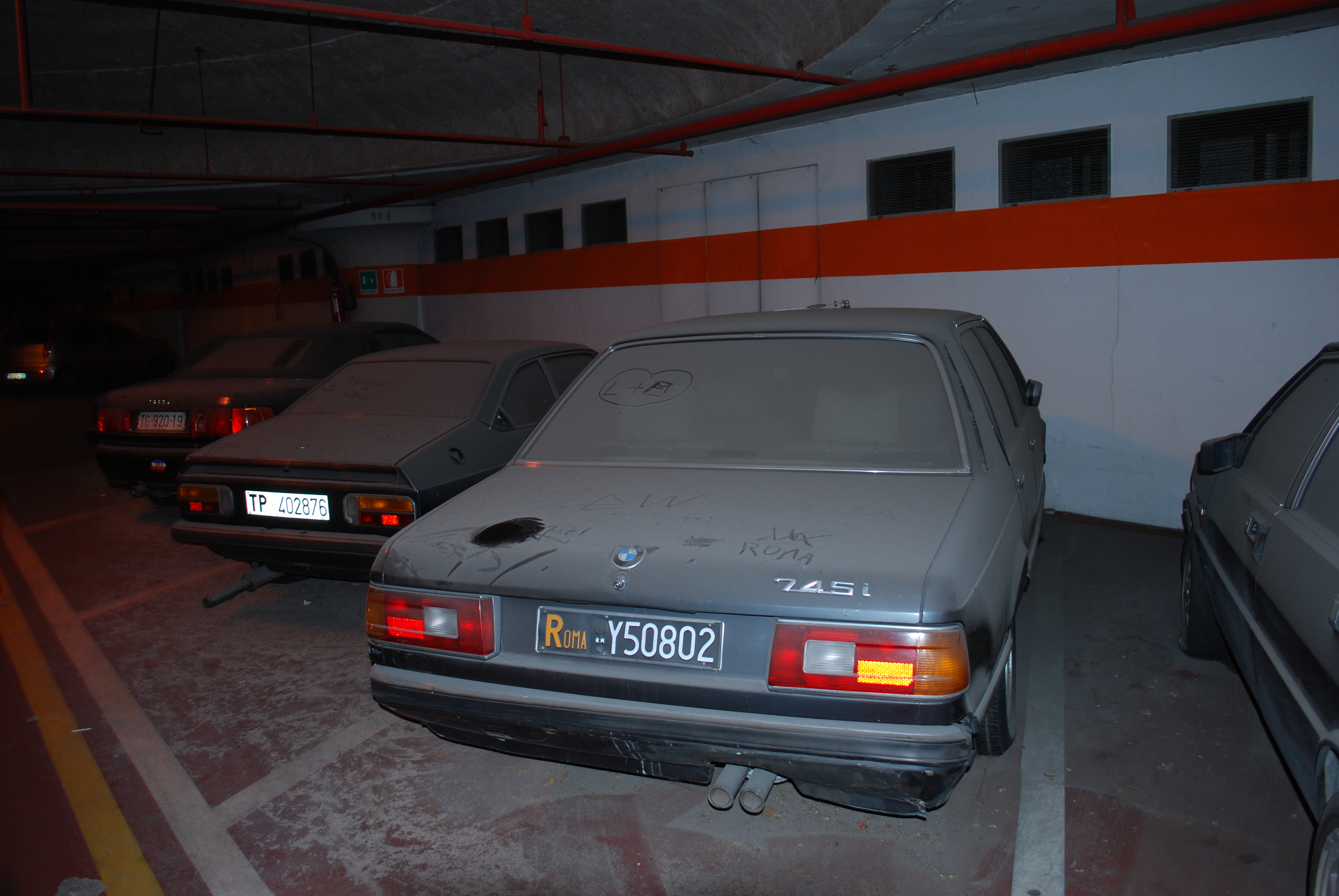
El vehículo de la marca BMW indicado por Sabrina Minardi para transportar a Emanuela Orlandi.

En 2006, Chi l'ha visto contactó a Sabrina Minardi, amante de Enrico de Pedis, para información sobre el caso Orlandi. Minardi acusó a De Pedis de organizar el secuestro, dijo que ella misma colaboró escondiendo a Emanuela (aún con vida) drogada en su apartamento en Torvaianica durante varios días antes de trasladarla a otro apartamento en Roma. En 2009, Minardi dijo a la Fiscalía de Roma que ella fue la encargada por De Pedis de introducir a la joven en su automóvil y llevarla a la gasolinera del Vaticano donde la niña fue luego llevada por un hombre vestido de sacerdote.
A través de sus declaraciones la policía encontró la casa con un sótano donde Minardi dijo que fue encerrada Emanuela y también hallaron un BMW 745i gris (presuntamente usado en el secuestro) en un estacionamiento subterráneo de Villa Borghese.
La credibilidad de Sabrina Minardi a menudo ha sido cuestionada debido a la naturaleza cambiante y a veces contradictoria de su historia, así como a su historial de abuso de drogas. Cuando su testimonio inicial se filtró a la prensa en junio de 2008, comenzó a cambiar su historia, confundiendo la secuencia de los hechos y alegando la participación de personas que habían muerto en 1983. En particular, Minardi cambió el paradero de Orlandi varias veces, lo que en conjunto llevó a las autoridades italianas a dudar de su testimonio.
Sabrina Minardi también involucró a Paul Marcinkus, un arzobispo que estuvo al frente del Instituto para las Obras de Religión (IOR), conocido como el Banco vaticano: Minardi dijo que en una oportunidad De Pedis le llevó a Marcinkus «mil millones» de liras. Un informe secreto del S.I.S.De. (revelado en 1995) sugería que Marcinkus era El Americano.
El juez Rosario Priore sugirió que la pista que seguía la Justicia «indica que la banda (della Magliana) tomaba dinero de la mafia, que fue a parar al Banco Ambrosiano durante la gestión de (Roberto) Calvi (ex presidente del Banco Ambrosiano que, tras un escándalo político, apareció muerto en Londres en un caso primero caratulado como suicidio y luego como homicidio). Y ese dinero, el dinero de la mafia, fue utilizado por Juan Pablo II para sostener al grupo Solidaridad en Polonia». Y añadió que la hipótesis sostiene que «la mafia pudo haber pedido ese dinero, y en el Vaticano ya no estaba más, se había mandado afuera. Entonces la respuesta fue el secuestro de Emanuela».La periodista Raffaella Notariale, coautora del libro «Secreto criminal, la verdadera historia de la banda de la Magliana», escribió que «muy probablemente Renatino (De Pedis) intervino en la negociación abierta entre las cúpulas del Vaticano y la Cosa Nostra para restituir el dinero que la mafia había entregado al Ambrosiano a través de Calvi».
El hermano de Emanuela, Pietro Orlandi, a la luz de los recientes descubrimientos relacionados con la pista de la pedofilia, afirmó en 2023 que era improbable que De Pedis y la Banda della Magliana hubieran secuestrado a Emanuela por iniciativa propia y por chantaje financiero, siendo más probable que De Pedis desempeñara un papel de «trabajador» para alguien dentro del Vaticano.

### La hipótesis del escándalo sexual
Durante décadas de investigaciones, las circunstancias de la desaparición de Emanuela Orlandi llevaron a muchos investigadores a dudar de la hipótesis de la abducción. En primer lugar, el hecho de que la chica fuera vista por última vez en Corso Rinascimento, una de las calles más concurridas de Roma, a plena luz del día, sugería que no era realista que la hubieran llevado a la fuerza sin que nadie se diera cuenta. Algunos investigadores concluyeron que era más realista creer que la víctima iba con alguien que conocía. Sobre todo, durante los meses siguientes los presuntos secuestradores nunca pudieron aportar ninguna prueba real de su cautiverio. El único objeto que les entregaron fue una fotocopia de su carné de miembro de la escuela de música, que estaba disponible en los archivos de la escuela de música y se encontraba bajo la jurisdicción del Vaticano.
En julio de 1993, el cardenal Silvio Oddi hizo algunas declaraciones ambiguas sobre Orlandi. En una entrevista, afirmó que en los días posteriores a su desaparición, escuchó una conversación entre dos gendarmes del Vaticano que dijeron que habían visto a Emanuela regresar al Vaticano la misma noche de su desaparición en un automóvil de lujo. Al parecer, Emanuela salió de las puertas del Vaticano veinte minutos más tarde, volvió a subir al coche y se fue. Los dos gendarmes no pudieron ver quién era el conductor del coche, pero tuvieron la impresión de que había aparcado a pocos metros de distancia para no ser reconocido. Oddi nunca dio más explicaciones sobre este rumor y la identidad de los dos gendarmes permaneció desconocida.
Desde principios de los años 2000, el periodista italiano Pino Nicotri, que realizó un estudio detallado del caso Orlandi basándose en documentos judiciales, rechaza la hipótesis del secuestro. Nicotri afirmó que en 2005 había sabido por una fuente dentro del Vaticano que Emanuela Orlandi murió accidentalmente la misma noche de su desaparición, durante una "reunión agradable" con figuras de alto rango del Vaticano en un apartamento en Via Monte del Gallo, cerca de la Vaticano. Nicotri comparó el caso Orlandi con el caso de Wilma Montesi. Según Nicotri, Emanuela había estado involucrada en este tipo de situación desde algún tiempo antes de su desaparición, pero la noche del 22 de junio de 1983 murió en circunstancias desconocidas. Nicotri también afirmó que la teoría del secuestro por parte de terroristas internacionales fue ideada para desviar la atención del escándalo, mientras que la hipótesis de la implicación de la Banda della Magliana en los años 2000 fue inventada por los medios de comunicación tras la llamada anónima a Chi l'ha visto? y el falso testimonio de Minardi. Según la fuente vaticana de Nicotri, los servicios secretos italianos estaban al tanto de esto.
En 2012, el exorcista del Vaticano Gabriele Amorth publicó un libro donde afirmó: «Se organizaban fiestas en las cuales estaba involucrado como reclutador de muchachas también un gendarme de la Santa Sede. Creo que Emanuela fue víctima de esto». Y sostuvo que sospechaba que «se trató de un caso de explotación sexual con el consiguiente homicidio poco después de la desaparición y ocultamiento del cadáver».
En 2016, el periodista Tommaso Nelli recogió el testimonio de una de las mejores amigas de Emanuela que reveló que pocos meses antes de la desaparición, Emanuela le confió que en una ocasión fue «fuertemente molestada» por «alguien cercano al Papa» mientras estaba en los Jardines Vaticanos. Una entrevista de la mujer fue reportada en el documental de Mark Lewis Vatican Girl: The Disappearance of Emanuela Orlandi en 2022.
En diciembre de 2022 el periodista italiano Alessandro Ambrosini publicó una grabación exclusiva de Marcello Neroni, un hombre afiliado a De Pedis y Banda della Magliana, quien dio a entender que Emanuela Orlandi fue secuestrada por De Pedis a pedido de alguien dentro del Vaticano con el fin de encubrir un escándalo sexual que involucró a figuras importantes del Vaticano. Luego de esto, las autoridades italianas comenzaron a buscar a Neroni para interrogarlo.

### El encuentro de Pietro Orlandi con el papa Francisco
En 2013, Pietro Orlandi (hermano de Emanuela) se encontró con el papa Francisco en la parroquia Sant'Anna y aseguró que este le dijo: «Emanuela está en el cielo». Pietro sostuvo luego: «Yo pensé: el papa Francisco sabe algo». Aseguró que intentó volver a reunirse con el papa, pero nunca se le concedió una audiencia.

### La hipótesis del asesino en serie
En la década de 2000, el juez Otello Lupacchini y el periodista Max Parisi realizaron un estudio de más de doce casos de jóvenes desaparecidas y asesinadas en Roma entre 1982 y 1990 y plantearon la hipótesis de que todas ellas eran víctimas de un asesino en serie, debido a las similitudes de los asesinatos y su proximidad dentro de la ciudad. Algunos de ellos incluyen los asesinatos de Katy Skerl y Simonetta Cesaroni, dos crímenes importantes sin resolver en Italia. Lupacchini y Parisi plantearon la teoría de que tanto Mirella Gregori como Emanuela Orlandi fueron víctimas de este asesino en serie. Según ellos, este hombre atrajo a las chicas con ofertas de trabajo, como vender productos Avon, y luego las secuestró y mató. Gregori y Orlandi, que eran las dos únicas menores en esta lista de víctimas, fueron también las únicas cuyos cuerpos nunca fueron encontrados.

### El presunto rol de Marco Accetti
En 2013, el fotógrafo Marco Accetti se acusó a sí mismo de haber sido el secuestrador de Emanuela Orlandi y Mirella Gregori, así como de otra joven desaparecida, Alessia Rosati. Incluso entregó a la justicia una flauta que la familia Orlandi dijo reconocer como la que perteneció a Emanuela, pero los análisis no pudieron encontrar ADN. Afirmó que esto se hizo como parte de una campaña de chantaje interno y una disputa entre facciones rivales dentro del Vaticano. Accetti afirmó que fue él quien sacó a Orlandi de la escuela de música y que él era «el americano». Dijo que originalmente el secuestro iba a ser temporal, pero al final las cosas empeoraron. La falta de pruebas llevó a los investigadores a concluir que Accetti era un narcisista y un mentiroso patológico. Finalmente el testimonio de Accetti fue descartado por la Fiscalía y el fotógrafo fue absuelto en 2015.
Aunque la credibilidad de Accetti en el caso Orlandi ha sido cuestionada, pudo proporcionar detalles precisos sobre otros casos de niñas desaparecidas. Un análisis telefónico confirmó que «el americano» que una vez llamó a la familia Gregori era Accetti. En esa llamada telefónica, «el americano» enumeró exactamente la ropa que llevaba Mirella Greogri en el momento de su desaparición. En 2016, Accetti afirmó que la tumba de Katy Skerl (asesinada en 1984 y cuyo asesino nunca fue identificado) estaba vacía. En 2022 se demostró que el ataúd de Skerl había sido robado. Accetti también afirmó que la muerte de Skerl estaba relacionada con los casos Orlandi-Gregori. Todos estos elementos llevaron a algunos observadores a considerar que Accetti podría ser el asesino en serie sugerido por Lupacchini y Parisi.

### Los supuestos gastos en Londres
La familia Orlandi pidió que se reabriera en 2017 el caso (había sido cerrado un año antes) luego de que el periodista Emiliano Fittipaldi publicara el libro de investigación «Gli impostori», donde asegura que un documento del Vaticano revela que se pagaron 483 millones de liras para «mantener alejada de su domicilio a la ciudadana Emanuela Orlandi», presuntamente en Londres. Según Fittipaldi, el documento de seis páginas escrito a máquina le fue entregado por un contacto de la Santa Sede, con todos los gastos que habría acarreado Emanuela entre 1983 y 1989. Si bien le adjudica la redacción del documento al jefe de la Administración del Patrimonio del Vaticano, Lorenzo Antonelli, éste negó todo lo afirmado por el periodista. «Las noticias contenidas en el texto son falsas y sin fundamento alguno», fue la declaración oficial de la Secretaría de Estado vaticana.

### Apertura de tumbas en Vaticano
En 2019 la familia Orlandi recibió una carta anónima con la foto de una estatua del Cementerio Teutónico del Vaticano. La Santa Sede autorizó la apertura de las tumbas de las princesas Sofía de Hohenlohe-Waldenburg-Bartenstein (llamada «Tumba del Ángel», por la escultura que precisamente aparecía en la foto) y Carlota Federica de Mecklemburgo-Schwerin, pero no solamente no se encontraron los restos de Emanuela Orlandi sino que ambos sepulcros estaban vacíos. El apoyo a la autoridad judicial estuvo garantizado por personal cualificado del Centro Operativo de Seguridad de la Gendarmería Vaticana.

### Negociación entre el Vaticano y Giancarlo Capaldo
En 2021 el magistrado de Roma Giancarlo Capaldo reveló que en 2012, durante la segunda investigación del caso Orlandi, se llevó a cabo una negociación secreta entre el y dos emisarios del Vaticano. Los dos emisarios eran Domenico Giani, el entonces inspector general de la Gendarmería de la Ciudad del Vaticano, y su adjunto, Costanzo Alessandrini. Los dos hombres habían sido enviados por el Vaticano para pedir a Capaldo que retirara la tumba de De Pedis de la basílica de Sant'Apollinare, ya que era una «gran vergüenza» para la Santa Sede tener un criminal enterrado allí, especialmente después de un aumento de la oposición pública. Capaldo aceptó el pedido a cambio de la colaboración del Vaticano en el caso Orlandi. Dos días después, los emisarios aceptaron el canje y propusieron entregar a Capaldo documentos con nombres de personas involucradas en el caso. Capaldo respondió que junto a estos documentos quería a la misma Emanuela Orlandi, viva o muerta.
Dos semanas después, los dos emisarios dijeron que aceptaban el intercambio con la condición de que Capaldo le diera a la familia Orlandi y a los medios una historia que absolviera al Vaticano de cualquier responsabilidad. Sin embargo, esta negociación no fue seguida de ninguna acción firme, razón por la cual, el 2 de abril de 2012, Capaldo hizo una declaración pública, diciendo que el Vaticano estaba al tanto de la verdad sobre el caso y que no iba a mover la tumba de De Pedis por el momento. Al día siguiente, Capaldo fue destituido de su cargo y reemplazado por Giuseppe Pignatone, quien negó la declaración del primero y ordenó abrir la tumba.
La familia Orlandi y Giancarlo Capaldo declararon que esta negociación y que el Vaticano había admitido que sabían dónde estaba Emanuela era prueba definitiva de que el Vaticano estaba involucrado en la desaparición de la chica.

### Reapertura de investigaciones en 2023
En 2023, cuarenta años después de la desaparición de Orlandi, el Vaticano abrió una investigación oficial por primera vez a instancias del Papa Francisco.
El 15 de mayo, la fiscalía italiana en Roma abrió la tercera investigación oficial sobre el caso Orlandi.
El 25 de junio, durante su discurso del Ángelus, el Papa Francisco recordó el cuadragésimo aniversario de la desaparición de Emanuela Orlandi, «expresando cercanía a la familia, en especial a la madre» y luego extendió la oración a todas las personas desaparecidas. Era la primera vez desde 1983 que un Papa mencionaba públicamente a Emanuela Orlandi. La familia Orlandi tomó el mensaje del Papa de manera positiva, como un paso más hacia la transparencia.

### Sospechas sobre el tío Mario Meneguzzi
El 10 de julio de 2023, el programa de noticias de la televisión italiana TG La7 reveló que, en el marco de las investigaciones de la fiscalía vaticana sobre la desaparición de Emanuela Orlandi, se había adquirido de la Secretaría de Estado un dossier que sugería una posible implicación del tío de Orlandi, Mario Meneguzzi, en la desaparición de la niña. El dossier señala un "impresionante parecido" entre Meneguzzi y la composición facial del "hombre Avon" proporcionada por los dos policías de servicio en el Senado y también incluye una carta confidencial enviada en el verano 1983 por el Secretarío de Estado cardenal Agostino Casaroli al cardenal José Luis Serna Alzate, entonces - sacerdote confesor de los Orlandis. En la carta, Casaroli le pregunta a Alzate si era cierto que Natalina Orlandi, hermana mayor de Emanuela, le confió que una vez ella recibía "avances morbosos" de su tío Mario Meneguzzi. Alzate confirmó el episodio.
Al día siguiente, la familia Orlandi y su abogada Laura Sgrò organizaron una rueda de prensa para defender la memoria de su tío. Natalina Orlandi confirmó que este episodio tuvo lugar en 1978 (cuando ella tenía 21 años), cinco años antes de la desaparición de Emanuela, pero aseguró que las acciones de su tío no fueron abusos sino "insinuaciones verbales", las cuales ella rápidamente rechazó, y que ella y su tío habían mantenido una buena relación a pesar de este episodio. Natalina afirmó que ya había sido interrogada sobre el incidente por el magistrado Domenico Sica en 1983, en los primeros días de las investigaciones. 
En una entrevista al día siguiente, un oficial de policía retirado que participó en las primeras investigaciones dijo que Meneguzzi había sido investigado en los primeros días por la policía, pero que se pensaba que la acusación era ajena a la desaparición de Emanuela. En cualquier caso, la noche en que Emanuela desapareció, Meneguzzi se encontraba en su casa de vacaciones en Spedino (fracción de Borgorose) con su esposa Lucia Orlandi, su hija Monica y su cuñada Anna Orlandi. Los Meneguzzi regresaron a Roma esa misma noche para ayudar a los Orlandi en sus búsquedas iniciales.
Según el periodista Pino Nicotri, Mario Meneguzzi era objeto de sospechas tanto de los dos primeros magistrados de la investigación, Margherita Gerunda como de Domenico Sica. Entrevistada por el periodista en 2013, Gerunda declaró: «Desde el principio, Meneguzzi había suscitado sospechas por su comportamiento excesivamente atento. Parecía que, en lugar de ayudar en la investigación, quería saber qué habían descubierto los investigadores. Por lo tanto, decidimos mantenerlo lo más lejos posible». Domenico Sica se las arregló para seguir a Meneguzzi en un coche de los Carabinieros, pero el seguimiento se estropeó cuando Meneguzzi, al darse cuenta de que lo seguían, se volvió hacia Giulio Gangi (joven agente del servicio secreto amigo de su hija Mónica que había estado ayudando la familia Orlandi con su investigación desde los primeros días). Gangi buscó en los archivos de la policía y le reveló a Meneguzzi que el auto era un auto de Carabinieri con la matrícula cubierta, lo que provocó que el operativo fracasara.